# Власов Володимир Іванович
Володимир Іванович Власов (нар. 10 березня 1938, Семипалатинськ, Республіка Казахстан) — український вчений-селекціонер, економіст, доктор сільськогосподарських та економічних наук, професор, заслужений діяч науки і техніки України (2008), академік Академії сільськогосподарських наук Республіки Казахстан (2006).

## Життєпис
В 1960 закінчив Семипалатинський зооветеринарний інститут.
Працював зоотехніком відділення, зоотехніком з племінної справи, головним зоотехніком радгоспу в Семипалатинській області, асистентом кафедри великого тваринництва Семипалатинського зооветеринарного інституту (1960–1965).
Навчався і працював в НДІ тваринництва Лісостепу і Полісся УРСР, де пройшов шлях від аспіранта до завідувача лабораторії (1965–1976).
Працював заступником директора по науці НДІ тваринництва степових районів України ім. М. Ф. Іванова «Асканія-Нова», завідувач відділом АСУ селекційним процесом НДІ розведення і генетики тварин (смт Чубинське, Бориспільський район, Київська область, 1976–1993), радником з питань агропромислового співробітництва Посольства України в США (м. Вашингтон, 1993–1998), головним науковим співробітником ННЦ «Інститут аграрної економіки» (з 2001 і донині).

## Наукові інтереси
Коло дослідницьких інтересів лежить у сфері глобальної продовольчої проблеми, розвитку світових, регіональних та національних аграрних ринків, експортно-імпортної діяльності АПК України, історії глобалізації та глобалістики.
Перший у світі незахідний економіст, що сформулював нову теорію міжнародної торгівлі — теорію глобалізаційного впливу.
Автор понад 580 друкованих праць, в тому числі близько 40 одноосібних і колективних монографій та підручників.

## Громадська діяльність
Член: Польського біометричного товариства (1987–1993), Всеукраїнського конгресу вчених економістів-аграрників (з 2005), Європейської асоціації аграрних економістів (з 2005).

## Відзнаки
За розвиток економічних і науково-освітніх зв'язків між Україною та США нагороджений орденом «За заслуги» III ступеню, Почесними грамотами Верховної Ради і Кабінету міністрів України, має відзнаку Міністерства освіти і науки «За видатні наукові досягнення», Стипендіат Президента України.

## Основні публікації
1. Глобальна продовольча проблема, 2005.
2. Сільське господарство України — від минулого до сьогодення (у співавторстві). Т. І-IV, 2006.
3. Глобалізація і продовольство (у співав.), 2008.
4. Світове і регіональне виробництво аграрної продукції (у співав.), 2008.
5. Глобальні трансформації торгівлі (у співав.), 2008.
6. Мировое и региональное производство аграрної продукции (у співав.), 2008.
7. Глобалізація і продовольство (у співав.), 2008.
8. Глобальні трансформації торгівлі (у співав.), 2008.
9. Глобальное конкурентное пространство (у співав.), 2008.
10. Глобальній конкурентний простір (у співав.), 2008.
11. Глобальна продовольча безпека (у співав.), 2009.
12. Економіка України: глобальні виклики і національні перспективи (у співав.), 2009.
13. Економіка України: інноваційна стратегія українських реформ(у співав.), 2009.
14. Регіональна інтеграція (у співав.), 2010.
15. Глобалізація і глобалістика: історія, теорія, практика, персоналії [У 3 т.], 2011–2012.
16. Глобалістіка: історія, теорія [У 2-х томах], 2012.